# Иванов-Галицин, Александр Григорьевич
Алекса́ндр Григо́рьевич Ивано́в-Гали́цин (род. 15 января 1947) — российский дипломат. Чрезвычайный и полномочный посланник 1 класса (2002).

## Биография
Окончил Московский государственный институт международных отношений (МГИМО) МИД СССР (1971). Кандидат исторических наук. Владеет арабским, английским и французским языками. На дипломатической работе с 1971 года.
- В 1996—1998 годах — заместитель директора Второго европейского департамента МИД России.
- В 1998—1999 годах — советник-посланник Посольства России в Ирландии.
- С 24 мая 1999 по 29 марта 2002 года — чрезвычайный и полномочный посол Российской Федерации в Иорданском Хашимитском Королевстве[1][2].

В 2001 году встречал делегацию, прибывшую из Иордании, во главе с королём Иордании Абдаллой бен Хусейном.

## Литературное творчество
Под псевдонимом Александр Григорьевич Князев были написаны книги, посвящённые истории Ближнего Востока:
- Кувейт[5]
- Бахрейн и Катар[6]
- Персидский залив: истоки напряженности[7]
- Египет после Насера[8]
- Египет 80-х годов[9]

## Дипломатический ранг
- Чрезвычайный и полномочный посланник 2 класса (17 декабря 1997)[10].
- Чрезвычайный и полномочный посланник 1 класса (15 января 2002)[11].